# Смородин, Пётр Иванович
Пётр Ива́нович Сморо́дин (1897—1939) — советский партийный деятель, член ВЦИК, один из создателей комсомола, генеральный секретарь ЦК РКСМ (1921—1924). Входил в состав особой тройки НКВД СССР.

## Биография
П. И. Смородин родился в январе 1897 года в селе Боринское Боринского района (ныне Липецкого района) в крестьянской семье. Рано остался без отца. Учился в трехклассной церковноприходской школе. С 1911 года — сначала ученик слесаря-инструментальщика, потом рабочий на заводе хирургических инструментов (фабрика Шаплыгиных) в Петербурге.
В мае 1917 года вступил в РСДРП(б). Участник Октябрьского вооружённого восстания. В 1917 году участвовал в создании Петроградского социалистического союза рабочей молодёжи. В 1918—1920 годах — помощник начальника партизанского отряда Социалистического союза рабочей молодёжи на Петроградском фронте, комиссар полка.
С 1920 года член ЦК РКСМ, секретарь Петроградского горкома комсомола. В 1921—1924 годах — 1-й (генеральный) секретарь ЦК РКСМ.
В 1928 году окончил марксистские курсы Коммунистической академии. Был дружен с С.М.Кировым.
В 1928—1937 годах — заведующий организационным отделом, секретарь различных райкомов Ленинграда: 
1928, сентябрь — 1929, декабрь — заведующий орготделом Василеостровского райкома ВКП(б)
1929, декабрь — 1931, декабрь — первый секретарь Василеостровского райкома ВКП(б)
1931, декабрь — 1936, июнь — первый секретарь Выборгского райкома ВКП(б)
1936, июнь — 1937, август — первый секретарь Московского райкома ВКП(б).
В 1937 году — 2-й секретарь Ленинградского обкома ВКП(б). С 1930 года — кандидат в члены ЦК ВКП(б).
С сентября 1937 года по июнь 1938 года — первый секретарь (и. о. первого секретаря) Сталинградского обкома партии. 12 декабря 1937 года избран депутатом Верховного совета СССР. 7 июня 1938 года назначен первым секретарём Сталинградского горкома ВКП(б).
Входил в состав особой тройки, созданной по приказу НКВД СССР от 30 июля 1937 года № 00447, активно участвуя в сталинских репрессиях в Ленинграде и Сталинградской области.
Решением ЦК ВКП (б) от 16 июня 1938 года освобождён от должности 1-го секретаря обкома, а 28 августа 1938 года как враг народа исключён из членов ВКП (б).
Арестован, а затем приговорён к смертной казни и 25 февраля 1939 года расстрелян. Реабилитирован 1 декабря 1954 года, в партийном порядке — Комитетом партийного контроля при ЦК КПСС 22 марта 1956 года.
Адреса в Ленинграде:
- Дом Бенуа
- Кронверкская улица, дом 21
- Большой проспект, дом 57

## Семья
Жена — Смородина (урожд. Андреева) Елена Михайловна (1905—1966). В 1938 году после ареста мужа была осуждена как ЧСИР. 
Дочь — Андреева-Смородина Майя Петровна (3.01.1924—1981). Училась в Советской единой трудовой школе I и II ступени (школа Карла Мая). После ареста родителей жила у бабушки, Анны Петровны Смородиной. Пережила блокаду Ленинграда. В 1949 году была арестована. Ее сын Дмитрий (Смородин Дмитрий Андреевич, г.р.1949) был отправлен в детский дом. После освобождения матери они смогли найти друг друга.
Елена Михайловна и Майя Петровна похоронены на Северном кладбище Санкт-Петербурга.

## Награды
- Орден Красного Знамени

## Память
Именем Петра Смородина названы:
- Улица Петра Смородина в Санкт-Петербурге
- Улица Петра Смородина в Липецке и в Краснодаре

В Санкт-Петербурге, на доме, где жил и работал Пётр Смородин (Большой проспект, 57), установлена мемориальная доска.
В селе Боринское Липецкой области, на доме, где родился Пётр Смородин, установлена мемориальная доска.